# Lasse Lidén
Lasse Lidén, född 1940, är en svensk journalist. 
Lidén har varit chefredaktör för Datorhobby (ISSN 0281-3599) och Teknik för alla (ISSN 0346-2641). Lidén har medverkat i cirka 30 dagstidningar och tidskrifter och varit lärare i journalistik. Han har även varit verksam som copywriter. Under signaturen LL har han skrivit dagsverser i bland annat Upsala Nya Tidning och Östgöta Correspondenten. 
Lidén har skrivit Aktuellt om teknik (ISBN 91-7090-177-5) och Teknikens under (ISBN 91-552-1726-5) tillsammans med Anders Palm och Sune Envall (illustratör).
Som låtskrivare gör Lasse Lidén främst texter och musik inom genrerna visor och dansband.
Han är även verksam som illustratör och konstnär.
Lidén har tidigare varit tävlingsförare i motocross, roadracing och Formel Ford.